# Montrose (British Columbia)
Montrose ist ein Dorf im Südwesten der kanadischen Provinz British Columbia. Die Gemeinde gehört zum Regional District of Kootenay Boundary und liegt wenige Kilometer nördlich der Grenze zum US-Bundesstaat Washington.

## Lage
Die Gemeinde liegt am Ostufer des Columbia River, am Übergang der Monashee Mountains im Westen zu den Selkirk Mountains im Osten. Die Gemeinde wird in Ost-West-Richtung vom Highway 3B überquert. Montrose liegt etwa 10 km östlich von Trail, bzw. etwa 30 km südwestlich von Dawson Creek. Am westlichen Ortsrand vom Montrose zweigt vom Highway 3B der Highway 22A zur südlich gelegenen Grenze zwischen Kanada und den Vereinigten Staaten ab.

## Geschichte
Lange bevor diese Gegend von europäischstämmigen Einwanderern und Holzfällern besiedelt wurde, war sie Siedlungs- und/oder Jagdgebiet verschiedener Stämme der First Nations, hier hauptsächlich Binnen-Salish der Ktunaxa.
Ursprünglich entstanden aus einer Ansiedlung um ein „Post Office“ erfolgte am 5. März 1959 die Zuerkennung der kommunalen Selbstverwaltung für die Gemeinde (incorporated als Village Municipality).
Benannt wurde die entstehende Gemeinde durch A.G. Cameron, einem der Landentwickler aus Trail, nach seiner Heimatgemeinde Montrose in Schottland.

## Demographie
Die offizielle Volkszählung, der Census 2016, ergab für die Gemeinde eine Bevölkerungszahl von 996 Einwohnern, nachdem der Zensus im Jahr 2011 für die Gemeinde noch eine Bevölkerungszahl von 1030 Einwohnern ergab. Die Bevölkerung hat damit im Vergleich zum letzten Zensus im Jahr 2011 um 3,3 % abgenommen und sich damit entgegen dem Provinzdurchschnitt, mit einer Bevölkerungszunahme in British Columbia um 5,6 %, entwickelt. Im Zensuszeitraum 2006 bis 2011 hatte die Einwohnerzahl in der Gemeinde deutlich schwächer als die Entwicklung in der Provinz um 1,2 % zugenommen, während sie im Provinzdurchschnitt um 7,0 % zunahm.
Für den Zensus 2016 wurde für die Gemeinde ein Medianalter von 50,9 Jahren ermittelt. Das Medianalter der Provinz lag 2016 bei nur 43,0 Jahren. Das Durchschnittsalter lag bei 46,0 Jahren, bzw. bei 42,3 Jahren in der Provinz. Zum Zensus 2011 wurde für die Gemeinde noch ein Medianalter von 50,0 Jahren ermittelt. Das Medianalter der Provinz lag 2011 bei nur 41,9 Jahren.

## Verkehr
Durch die Gemeinde verläuft eine ehemalige Eisenbahnstrecke, welche in der Vergangenheit durch die Great Northern Railway sowie später durch die Burlington Northern Railroad genutzt wurde. Eine Anbindung an den Luftverkehr erfolgt über den Regionalflughafen Trail (IATA-Code: YZZ, ICAO-Code: –, TC-LID: CAD4), der südwestlich der Gemeinde liegt.